# Красносёлка (Бершадский район)
Красносёлка (укр. Красносі́лка) — село в Бершадском районе Винницкой области Украины.

## Географическое положение
Село расположено по наклонной от севера к югу плоскости, у реки Южный Буг. Село разделяется тремя небольшими оврагами от севера к югу, по двум из которых протекают небольшие речки без названий. В начале XX века население составляло около 1300 чел. В селе находится железнодорожная станция Генриховка.

## История
В 1703 году здесь был построен деревянный православный храм им. святого Апостола Иоанна Богослова. Он был 6 аршин (4,25 м) в ширину и 15 аршин (10,65 м) в длину с отдельной колокольней. Иконостас в нём был дощатый, двухъярусный, с иконами греческого письма. Этот храм существовал до 1873 года.
Вследствие ветхости и тесноты этого храма приступили к постройке нового храма (также во имя святого Апостола Иоанна Богослова), которая началась в 1867 году и закончена в 1873 году. Новый храм был деревянный на каменном основании, колокольня была построена вместе с храмом, всё здание покрывала железная крыша. Постройка храма обошлась в 7200 рублей и произведена исключительно на средства прихожан. В 1879 году в крышу колокольни ударила молния, отбив часть карниза, ставню, разбив стеклянные двери, ведущие из колокольни в церковь, и повредив рамы наместной иконы Святого Николая. Иконостас в храме был трёхъярусный, украшенный золотой резьбой на синеватом фоне. В 1896 году храм подвергался капитальному ремонту: верх и барабан храма были разобраны до наружного карниза, заломы стен были изготовлены из новых брусьев, барабан и верх установили обратно, без изменения плана.
Также были деревянные причтовые помещения, построены прихожанами в 1862 году. Церковно-приходская школа была открыта в 1862 году, и размещалась в отдельном здании. После революции в 1926 году храм был разрушен, а всё церковное имущество было национализировано и передано в колхоз. На месте храма построили склады.
В 1992 году по решению жителей села и сельского совета началось строительство нового кирпичного храма в честь святого Апостола Иоанна Богослова, стройка которого длилась 15 лет. С 2007 года в храме начались богослужения.
Население по переписи 2001 года составляло 1978 человек. 

## Достопримечательности
- Дворец-усадьба Липковских

## Адрес местного совета
24421, Винницкая обл., Бершадский р-н, с. Красносёлка, ул. Ленина, 44а, тел. 44-3-31.

## Галерея
- Школа
- Церковь
- Амбулатория
- Руины дворца Липковских
- Руины дворца Липковских